# سیلیکون-ژرمانیوم
سیلیکون ژرمانیوم یا SiGe (‎/ˈsɪɡiː/‎ یا ‎/ˈsaɪdʒiː/‎) (اختصاری سای‌جیی)، آلیاژی است با هر نسبت مولی سیلیسیم و ژرمانیوم، یعنی با فرمول مولکولی به شکل Si1−xGex. معمولاً به عنوان یک ماده نیم‌رسانا در مدارهای مجتمع (ICs) برای ترانزیستورهای دوقطبی ناهمگون یا به عنوان یک لایه وادارکرنشی (به انگلیسی: strain-inducing) برای ترانزیستورهای سیماس استفاده می‌شود. آی‌بی‌ام این فناوری را در سال ۱۹۸۹ وارد جریان اصلی تولید کرد. این فناوری نسبتاً جدید فرصت‌هایی را در طراحی و ساخت مدارهای سیگنال آمیخته و مدارهای آنالوگ ارائه می‌دهد. سای‌جیی همچنین به عنوان یک ماده ترموالکتریک برای کاربردهای با دمای بالا (بیش از ۷۰۰ کلوین) استفاده می‌شود.

## تولید
استفاده از سیلیکون-ژرمانیوم به عنوان نیم‌رسانا توسط برنی مایرسون برجسته شده بود. چالشی که تحقق آن را برای چندین دهه به تعویق انداخته بود این بود که اتم‌های ژرمانیوم تقریباً ۴ درصد بزرگتر از اتم‌های سیلیکون هستند. در دماهای بالای معمولی که در آن ترانزیستورهای سیلیکونی ساخته می‌شدند، فشار ناشی از افزودن این اتم‌های بزرگ‌تر به سیلیکون کریستالی، تعداد زیادی نقص را ایجاد می‌کرد که مانع از استفاده مواد حاصل می‌شد. مایرسون و همکارانش کشف کردند که الزام باورِ آن زمان برای پردازش دمای بالا ناقص بود، و به رشد سای‌جیی در دماهای به اندازه کافی پایین اجازه می‌دهد تا برای تمام اهداف عملی بدون هیچ نقصانی ایجاد شود. پس از رفع این موانع اساسی، نشان داده شد که مواد سای‌جیی حاصله را می‌توان با استفاده از مجموعه ابزارهای پردازش سیلیکون کم‌هزینه معمولی، در الکترونیک با کارایی بالا ساخت. بیشتر امروزه، کارایی ترانزیستورهای حاصل از آنچه که در آن زمان تصور می‌شد از حد افزاره‌های سیلیکونی تولیدشده به‌طور سنتی فراتر رفته است، و نسل جدیدی از فناوری‌های بی‌سیم تجاری کم‌هزینه مانند وای‌فای را ممکن می‌سازد. فرآیندهای سای‌جیی هزینه‌های مشابه تولید سیماس سیلیکون را به‌دست می‌آورند و نسبت به سایر فن‌آوری‌های ناهمگونی مانند گالیم آرسنید کمتر هستند. اخیراً، پیش‌سازهای آلی‌ژرمانیوم (به انگلیسی: organogermanium) (مانند ایزوبوتیل‌ژرمان، تری‌کلریدهای آلکیل‌ژرمانیوم و تری‌کلرید دی‌متیل‌آمینوژرمانیوم) به عنوان جایگزین‌های مایع کم خطرتر برای ژرمان برای لایه‌نشانی ام‌اووی‌پی‌ئی پوسته‌های دربردارنده-ژرمانیم مانند ژرمانیم با خلوص بالا، سای‌جیی و سیلیون کرنشیده مورد بررسی قرار گرفته‌اند.
خدمات ریخته‌گری سای‌جیی توسط چندین شرکت فناوری نیم‌رسانا ارائه می‌شود. ای‌ام‌دی یک توسعه مشترک با آی‌بی‌ام برای یک فناوری سای‌جیی تَنِشیده-سیلیکون (به انگلیسی: stressed-silicon), با هدف قراردادن فرایند ۶۵ نانومتر را فاش کرد. تی‌اس‌ام‌سی همچنین ظرفیت تولید سای‌جیی را می‌فروشد.
در ژوئیه ۲۰۱۵، آی‌بی‌ام اعلام کرد که نمونه‌های کاربردی از ترانزیستورها را با استفاده از فرایند سیلیکون-ژرمانیوم ۷ نانومتری ایجاد کرده است، نویدبخش چهار برابر شدن تعداد ترانزیستورها در مقایسه با یک فرایند معاصر است.

## ترانزیستورهای سای‌جیی
سای‌جیی به منطق سیماس اجازه می‌دهد تا با ترانزیستورهای دوقطبی پیوندناهمگونی یکپارچه شود، و آن را برای مدارهای مجتمع سیگنال آمیخته مناسب می‌کند. ترانزیستورهای دوقطبی پیوندناهمگون دارای بهره مستقیم بیشتر و بهره معکوس کمتری نسبت به ترانزیستورهای دوقطبی پیوندهمگون مرسوم هستند. این به کارایی بهتر در جریان-پایین و فرکانس-بالا تبدیل می‌شود. سای‌جیی به عنوان یک فناوری پیوندناهمگون با شکاف باند قابل‌تنظیم، فرصتی برای تنظیم‌سازی شکاف باند انعطاف‌پذیرتر از فناوری فقط سیلیکونی ارائه می‌کند.
سیلیکون-ژرمانیوم روی عایق (اس‌جیی‌اوآی) یک فناوری مشابه با فناوری سیلیکون روی عایق (اس‌اوآی) است که در حال حاضر در تراشه‌های کامپیوتری استفاده می‌شود. اس‌جی‌اوآی سرعت ترانزیستورهای داخل ریزتراشه‌ها را با کُرنش‌سازی شبکه کریستالی زیر گیت ترانزیستور ماس افزایش می‌دهد و در نتیجه تحرک‌پذیری الکترون‌ها را بهبود می‌بخشد و جریان‌های راه‌اندازی بالاتری را ایجاد می‌کند. ماسفت‌های سای‌جیی همچنین می‌توانند نشت پیوند کمتری را به دلیل مقدار کمتر شکاف باند سای‌جیی ایجاد کنند. با این حال، یک مشکل عمده در ماسفت‌ها، ناتوانی در تشکیل اکسیدهای پایدار با سیلیکون-ژرمانیوم با استفاده از پردازش اکسایش استاندارد سیلیکون است.

## کاربرد ترموالکتریک
یک افزاره ترموالکتریک سیلیکون-ژرمانیوم MHW-RTG3 در فضاپیمای وویجر ۱ و ۲ استفاده شد. افزاره‌های ترموالکتریک سیلیکون-ژرمانیوم در سایر MHW-RTG و GPHS-RTG در کاسینی، گالیله، اولیس نیز مورد استفاده قرار گرفتند.

## گسیل‌سازی نور
با کنترل ترکیب یک آلیاژ ششگوش سای‌جیی، محققان دانشگاه فناوری آیندهوون ماده ای را توسعه دادند که می‌تواند نور گسیل کند. در ترکیب با ویژگی‌های الکترونیکی آن، امکان تولید یک لیزر مجتمع در یک تراشه واحد را فراهم می‌کند تا انتقال داده‌ها را با استفاده از نور به جای جریان الکتریکی امکان‌پذیر کند، سرعت انتقال داده‌ها را افزایش داده و مصرف انرژی و نیاز به سامانه‌های خنک‌کننده را کاهش می‌دهد. این تیم بین‌المللی با نویسندگان اصلی الهام فدالی، آلن دایکسترا و اریک باکرز در دانشگاه فناوری آیندهوون هلند و ینس رنه ساکرت در دانشگاه فردریش شیلر دانشگاه ینا در آلمان، جایزه موفقیت سال ۲۰۲۰ را توسط مجله دنیای فیزیک دریافت کردند.

## مطالعه بیشتر
- Raminderpal Singh; Modest M. Oprysko; David Harame (2004). Silicon Germanium: Technology, Modeling, and Design. IEEE Press / John Wiley & Sons. ISBN 978-0-471-66091-0.
- John D. Cressler (2007). Circuits and Applications Using Silicon Heterostructure Devices. CRC Press. ISBN 978-1-4200-6695-1.